# Olympische Winterspiele 1968
| Medaillenspiegel               | Medaillenspiegel   | Medaillenspiegel | Medaillenspiegel | Medaillenspiegel | Medaillenspiegel |
| Platz                          | Land               | G                | S                | B                | Ges.             |
| ------------------------------ | ------------------ | ---------------- | ---------------- | ---------------- | ---------------- |
| 1                              | Norwegen           | 6                | 6                | 2                | 14               |
| 2                              | Sowjetunion        | 5                | 5                | 3                | 13               |
| 3                              | Frankreich         | 4                | 3                | 2                | 9                |
| 4                              | Italien            | 4                | –                | –                | 4                |
| 5                              | Österreich         | 3                | 4                | 4                | 11               |
| 6                              | Niederlande        | 3                | 3                | 3                | 9                |
| 7                              | Schweden           | 3                | 2                | 3                | 8                |
| 8                              | BR Deutschland     | 2                | 2                | 3                | 7                |
| 9                              | Vereinigte Staaten | 1                | 5                | 1                | 7                |
| 10                             | DDR                | 1                | 2                | 2                | 5                |
| 10                             | Finnland           | 1                | 2                | 2                | 5                |
| …                              | …                  | …                | …                | …                | …                |
| 14                             | Schweiz            | –                | 2                | 4                | 6                |
| Vollständiger Medaillenspiegel |                    |                  |                  |                  |                  |

Die Olympischen Winterspiele 1968 (auch X. Olympische Winterspiele genannt) fanden vom 6. bis 18. Februar 1968 in Grenoble statt, der Hauptstadt des französischen Départements Isère. Frankreich war zum zweiten Mal Gastgeber von Winterspielen, nach 1924 in Chamonix. Die Spiele waren geprägt von einer noch nie da gewesenen Dezentralisierung, die Wettkampforte lagen bis zu 65 Kilometer vom Stadtzentrum entfernt in den umliegenden Gebirgszügen. Mit 1158 Sportlern aus 37 Ländern wurde ein neuer Teilnehmerrekord erzielt.
Erfolgreichster Sportler war der französische Skirennläufer Jean-Claude Killy, der in allen drei ausgetragenen alpinen Skirennen die Goldmedaille gewann. Die schwedische Langläuferin Toini Gustafsson war mit zwei Gold- und einer Silbermedaille die erfolgreichste Teilnehmerin. Die meisten Medaillen gewann die Mannschaft aus Norwegen.
Erstmals überhaupt waren die Bundesrepublik Deutschland und die Deutsche Demokratische Republik mit zwei getrennten Mannschaften vertreten, wenn auch noch mit gleicher Flagge und Hymne. Zum ersten Mal bei Olympischen Spielen wurden Dopingkontrollen durchgeführt und Fernsehübertragungen in Farbe angeboten.

## Wahl des Austragungsortes
Am 24. November 1960 präsentierten der Präfekt des Départements Isère, François Raoul, und der Präsident des Skiverbandes der Dauphiné, Raoul Arduin, erstmals öffentlich die Idee, die Olympischen Winterspiele 1968 in Grenoble durchzuführen. Nachdem der Stadtrat grundsätzlich zustimmte, verschiedene staatliche Stellen ihre Unterstützung anboten und auch die Gemeinden in der Umgebung positiv reagierten, bildete sich am 18. Dezember 1960 ein Bewerbungskomitee unter der Leitung von Albert Michallon, dem damaligen Bürgermeister von Grenoble. Am 30. Dezember 1960 informierte er Avery Brundage, den Präsidenten des Internationalen Olympischen Komitees (IOC), über die Bewerbungsabsicht. 1962 stellten die Stadt, das Département Isère und das Bewerbungskomitee 170.000 Francs zur Verfügung, um die offizielle Bewerbungsschrift auszuarbeiten. Diese wurde, nach der Genehmigung durch die französische Regierung und das Französische Olympische Komitee, im Februar 1963 in Lausanne während eines Treffens der IOC-Exekutive mit Vertretern internationaler Sportverbände formell übergeben.
|             | 1. Wahlgang | 2. Wahlgang | 3. Wahlgang |
| ----------- | ----------- | ----------- | ----------- |
| Grenoble    | 15          | 18          | 27          |
| Calgary     | 12          | 19          | 24          |
| Lahti       | 11          | 14          | –           |
| Sapporo     | 6           | –           | –           |
| Oslo        | 4           | –           | –           |
| Lake Placid | 3           | –           | –           |

Sportliche Gründe spielten bei der Bewerbung eine untergeordnete Rolle, denn im Département Isère waren bisher nur zwei bedeutende Sportereignisse durchgeführt worden, die Bob-Weltmeisterschaft 1951 in Alpe d’Huez und den Rodel-Weltmeisterschaften 1959 in Villard-de-Lans. Zwischen 1946 und 1962 hatte sich die Einwohnerzahl Grenobles von 102.000 auf 159.000 erhöht, jene der gesamten Agglomeration von 139.000 auf 250.000. Der Ausbau der Infrastruktur hatte mit diesem rasanten Wachstum nicht Schritt halten können und war zu einem großen Teil noch auf Vorkriegsniveau. Die Verantwortlichen machten nie einen Hehl daraus, dass es ihnen hauptsächlich darum ging, mithilfe der Olympischen Spiele im großen Stil Subventionen zu erhalten, um innerhalb kürzester Zeit die veraltete Infrastruktur auszubauen und die regionale Wirtschaft zu fördern.
Die 61. IOC-Session, bei der über die Vergabe der Winterspiele abgestimmt werden sollte, hätte ursprünglich in Nairobi stattfinden sollen. Sie wurde nach Baden-Baden verlegt, weil Kenia den IOC-Mitgliedern aus Portugal und Südafrika aus politischen Gründen die Einreisevisa verweigert hatte. Aus Zeitmangel konnte das IOC am 21. August 1963 aber nur die Vergabe der Olympischen Sommerspiele 1968 beschließen. Die Abstimmung fand schließlich am 28. Januar 1964 in Innsbruck statt, einen Tag vor dem Beginn der IX. Olympischen Winterspiele. Anwesend waren 51 stimmberechtigte Mitglieder. Grenoble erhielt den Zuschlag im dritten Wahlgang und setzte sich knapp mit 27:24 Stimmen gegen Calgary durch, das zwanzig Jahre später berücksichtigt wurde.

## Organisation und Vorbereitungen
Nach der Wahl Grenobles als Veranstaltungsort löste sich das Bewerbungskomitee auf. An seine Stelle als hauptverantwortliches Rechtssubjekt trat das Comité d’Organisation des dixièmes Jeux Olympiques (COJO). Das Organisationskomitee nahm am 1. August 1964 seine Arbeit auf. Präsident des COJO war wiederum Albert Michallon, der dies auch nach seiner Nichtwiederwahl als Bürgermeister im März 1965 blieb. Oberstes Gremium war die Generalversammlung mit 340 Mitgliedern, die von 1965 bis 1967 insgesamt sechsmal tagte. Die Geschäfte führte der 39-köpfige Verwaltungsrat. 19 seiner Mitglieder gehörten von Amtes wegen an, darunter der Präsident des französischen Olympischen Komitees, die zwei französischen IOC-Mitglieder, je vier Vertreter des Generalrats von Isère und des Stadtrats von Grenoble sowie je ein Mitglied der Gemeinderäte von Autrans, Huez, Lans-en-Vercors, Méaudre, Mont-de-Lans, Saint-Martin-d’Uriage, Vénosc und Villard-de-Lans. Hinzu kamen 20 weitere von der Generalversammlung gewählte Personen. Im Juli 1966 wurde der Verwaltungsrat um einen Vertreter der Gemeinde Saint-Nizier-du-Moucherotte und ein weiteres gewähltes Mitglied ergänzt. Das Generalsekretariat stand unter der Leitung von Pierre Randet, dem ehemaligen Direktor für Stadtplanung und -entwicklung von Grenoble. Es bestand aus fünf Hauptabteilungen (Technik, Sport, PR, Unterkünfte, Verwaltung) und 17 Unterabteilungen, die Zahl der angestellten Mitarbeiter stieg bis Februar 1968 auf 1920 an.

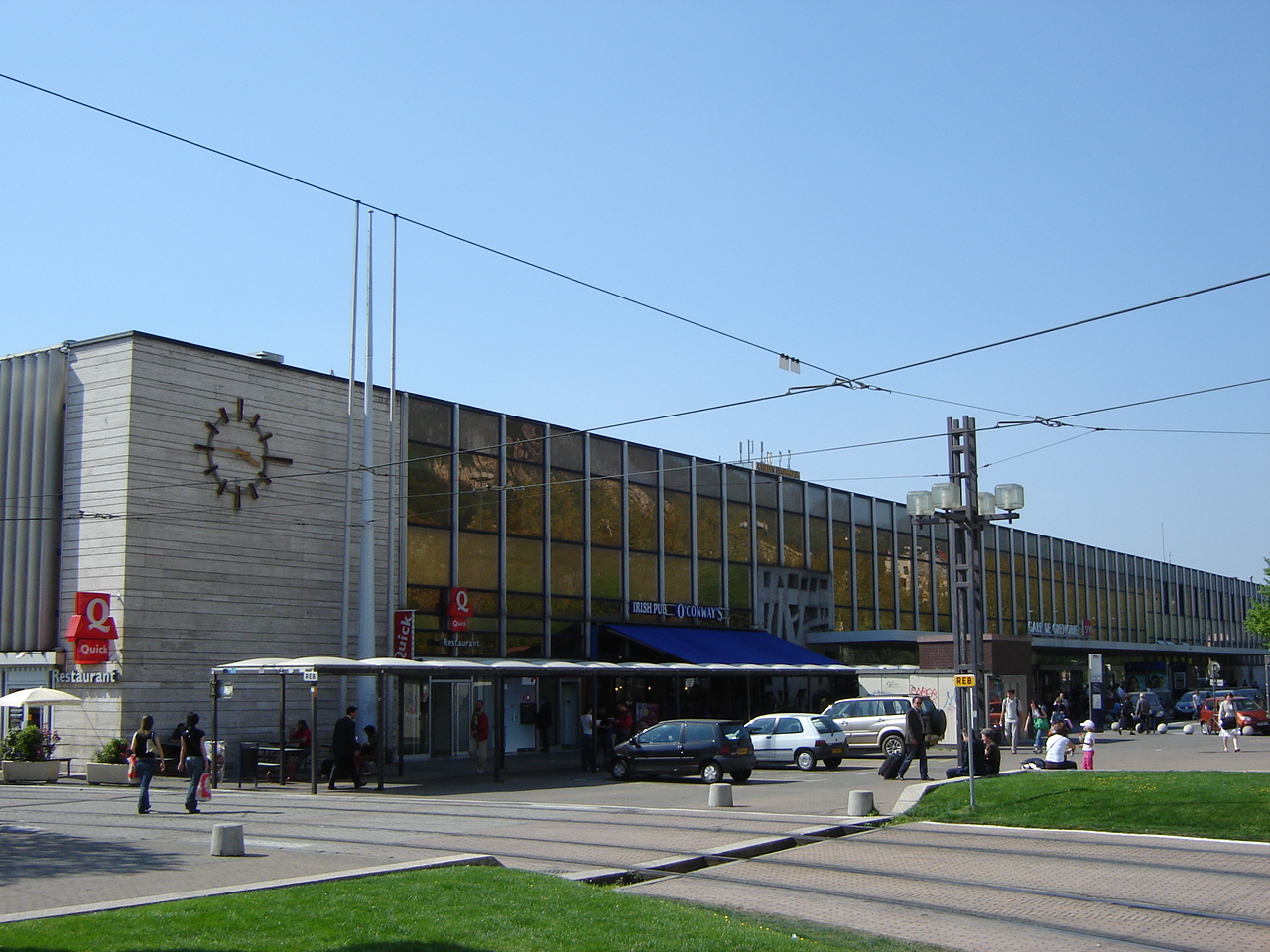
Der Hauptbahnhof gehörte zu den wichtigsten Neubauten

Bei den Vorbereitungen spielte der französische Staat eine tragende Rolle, da Präsident Charles de Gaulle in den Olympischen Winterspielen eine Gelegenheit sah, Grenoble als Symbol der Modernisierung Frankreichs zu präsentieren. Im Auftrag von Premierminister Georges Pompidou gründete Jugend- und Sportminister François Missoffe am 26. Januar 1966 ein interministerielles Komitee zur Koordination der Arbeiten. Zum Einsatz kamen neben Angehörigen der französischen Streitkräfte auch Angestellte der Ministerien für Jugend und Sport, Finanzen, öffentliche Bauten, Bildung, Post, Kultur und Verkehr. Die Summe der Investitionen betrug 1,097 Milliarden Francs (entspricht ungefähr 1,072 Milliarden Euro im Jahr 2007). Davon trugen der Staat 47,08 %, das Département Isère 3,67 %, die Stadt Grenoble 20,16 % und die umliegenden Gemeinden 1,38 %. Den Rest brachten verschiedene Institutionen wie die Staatsbahn SNCF, die Rundfunkgesellschaft ORTF, die staatliche Wohnungsbaugesellschaft oder die regionale Krankenhausvereinigung auf.
Die Mittel wurden wie folgt verwendet: Für Verkehrs- und Kommunikationsinfrastruktur 465,181 Millionen Francs, für das olympische Dorf und das Pressezentrum 250,876 Millionen, für die Sportanlagen 92,517 Millionen, für Rundfunk- und Fernsehen 57,502 Millionen, für Kultur 45,674 Millionen, für städtische Infrastrukturbauten 95,116 Millionen sowie 90,429 Millionen für Ausgaben des COJO. Gebaut wurden der neue Flughafen Grenoble, zwei Autobahnabschnitte von 12 und 24 Kilometern Länge, eine Telefonzentrale, ein neues Rathaus, ein neues Polizeipräsidium, eine Feuerwache, ein Krankenhaus mit 560 Betten, ein Kongress- und Ausstellungszentrum und ein Kulturpalast. Dazu kamen der Ausbau der Zufahrtsstraßen zu den Außenstandorten, eine Umfahrungsstraße rund um Grenoble sowie die Verlegung von Eisenbahnlinien mitsamt Aufhebung von zwölf niveaugleichen Bahnübergängen. Der Hauptbahnhof wurde komplett neu gebaut und in der Nähe des Olympischen Dorfes entstand ein provisorischer Bahnhof für die Dauer der Spiele.
Um die Funktionstüchtigkeit der neuen Sportanlagen zu testen und die Abläufe zu optimieren, wurden „internationale Sportwochen“ organisiert. Vom 20. Januar bis 19. Februar 1967 fanden Eisschnelllaufwettbewerbe und alpine Skirennen statt, vom 12. bis 15. Oktober 1967 ein Eishockeyturnier und vom 23. bis 25. November eine Eiskunstlaufveranstaltung. Es waren nur die nordischen Bewerbe zur Zufriedenheit aller durchgeführt worden, zum Teil gründlich misslungen waren die Konkurrenzen im Rodeln, beim Bob und bei den Alpinen. Hier entsprachen die zum Teil prekären Wohnverhältnisse in Chamrousse nicht den Vorstellungen verschiedener alpiner Skiteams, woraufhin die Österreicher, Schweizer und Deutschen umgehend abreisten. Kritikpunkt war vor allem, dass zu viele der mit der Organisation betrauten Personen zu wenig Erfahrung gehabt hätten, weil es in Chamrousse zuvor keine derart große Skiveranstaltungen gegeben hatte. Selbst die französischen Zeitungen sparten nicht an Kritik, Gaston Meyer (Chefredakteur von L’Équipe) schrieb: „Der größte Vorwurf an die Verantwortlichen, eines vergessen zu haben: zuerst kommt der Athlet und dann alles andere“. Der Vorfall führte zu einem Überdenken bei den Gastgebern, die nun zahlreiche Verbesserungen vornahmen.

## Fackellauf
Am 16. Dezember 1967 wurde die olympische Fackel im antiken Olympia in Griechenland entzündet. Die Zeremonie hätte ursprünglich am 13. Dezember stattfinden sollen, musste aber wegen des (letztlich erfolglosen) Staatsstreichs des acht Monate zuvor entmachteten Königs Konstantin II. gegen das diktatorische Militärregime von Georgios Papadopoulos verschoben werden. Die Route des Fackellaufs führte zunächst über den Olymp nach Athen. Von dort aus wurde die Fackel in einer Boeing 707 der Air France zum Flughafen Paris-Orly geflogen, wo Jean Vuarnet, der Abfahrtsolympiasieger des Jahres 1960, sie am 19. Dezember in Empfang nahm und an den ersten Fackelträger Alain Mimoun, den Olympiasieger im Marathon von 1956, übergab.
In Frankreich führte der Fackellauf über eine Entfernung von 7222 Kilometern durch 41 Départements und 170 Städte ins Département Isère. Beteiligt waren 5000 Fackelträger, die zu Fuß, auf dem Fahrrad, in Booten, auf Skiern und auf Motorrädern unterwegs waren. Das Teilstück durch den alten Hafen von Marseille legte ein Taucher schwimmend zurück, wobei er die Fackel knapp über der Wasseroberfläche hielt. Rund 80.000 Sportler begleiteten die Fackelträger, etwa zwei Millionen Zuschauer säumten die Strecke. Letzte Zwischenstation am Tag vor der Eröffnungsfeier war Saint-Pierre-de-Chartreuse, von wo aus die Fackel nach Grenoble getragen wurde.
Die 33 beim Fackellauf verwendeten Fackeln wurden von der Société technique d’équipement hergestellt, einem Unternehmen der Compagnie de Saint-Gobain. Sie waren 70 cm hoch, wogen 1750 Gramm, bestanden aus Kupfer und besaßen einen Propangastank. Die Reserveflammen (eine Vorsichtsmaßnahme im Falle des Erlöschens der Flamme) brannten in zwanzig Karbidlampen, ebenso das olympische Feuer während des Lufttransports zwischen Athen und Paris.

## Visuelles Erscheinungsbild
Das vom Grafiker Roger Excoffon gestaltete Logo stellt einen über den einfarbigen olympischen Ringen schwebenden Schneekristall dar, der von drei stilisierten Rosen umgeben ist. Die Rosen sind in der gleichen Anordnung (zwei oben, eine unten) auf dem Wappen der Stadt Grenoble zu finden. Umgeben ist das Logo vom Schriftzug „Xes Jeux Olympiques d’Hiver 1968 Grenoble“ (10. Olympische Winterspiele 1968 Grenoble).
Zum ersten Mal überhaupt gab es ein olympisches Maskottchen. Dabei handelte es sich um „Schuss“, einen stilisierten Skiläufer mit blauem Skianzug und einer großen roten Kugel als Kopf. Das von Aline Lafargue entworfene Maskottchen wurde in der Öffentlichkeit kaum wahrgenommen. Es hatte inoffiziellen Charakter, wurde sehr zurückhaltend vermarktet und erschien lediglich auf Anstecknadeln und einigen Kleinspielzeugen. Der Modedesigner Pierre Balmain kreierte die Uniformen der olympischen Hostessen.
Im Auftrag des Organisationskomitees drehte der auf Berg- und Wintersportaufnahmen spezialisierte Regisseur Jack Lesage zwei vorolympische Werbefilme von 15 bzw. 18 Minuten Länge im 35-mm-Format. „Trois roses, cinq anneaux“ (Drei Rosen, fünf Ringe) entstand 1966 und zeigte Grenoble sowie die umliegenden Wettkampforte in der Frühphase der Vorbereitung. 1967 entstand „Vaincre à Grenoble“ (Gewinnen in Grenoble), das den Fortschritt der Bauarbeiten dokumentierte, ergänzt durch Aufnahmen sportlicher Wettkämpfe. Beide Filme erschienen in drei Versionen mit französischem, englischem und deutschem Kommentar. In Frankreich wurden die Filme in den Kinos vor den jeweiligen Hauptfilmen gezeigt, im Ausland bei Empfängen und Präsentationen.
Die französische Post gab sechs Briefmarken mit olympischen Themen heraus. Am 22. April 1967 erschien zunächst eine Marke im Wert von 0,60 Francs mit dem offiziellen Logo als Motiv. Am 27. Januar 1968, zehn Tage vor der Eröffnung, folgte eine Serie von fünf Zuschlagmarken. Die Motive waren Skispringer und Langläufer (0,30 + 0,10 F), Eishockeyspieler (0,40 + 0,10 F), Olympisches Feuer (0,60 + 0,20 F), Eiskunstläuferin (0,75 + 0,25 F) und Slalomläufer (0,95 + 0,35 F). Den Erlös aus den Zuschlägen teilten sich das französische Rote Kreuz und das Organisationskomitee.

## Olympische Standorte

### Wettkampfstätten
Austragungsorte der Winterspiele 1968 waren neben Grenoble fünf weitere Orte in der Umgebung. Noch nie zuvor waren bei Olympischen Winterspielen die Wettkampfstätten auf derart viele Standorte verteilt. Grenoble setzte somit den Trend weg vom bisherigen Konzept, möglichst alle Wettkämpfe im selben Ort durchzuführen, hin zu den seither üblichen dezentralisierten Veranstaltungen mit zum Teil langen Anfahrtswegen.
Verglichen mit den Investitionen für Infrastrukturbauten war der für den Bau der Sportanlagen aufgewendete Betrag sehr gering, er betrug nicht einmal neun Prozent. Fast die Hälfte dieses Betrags, 46 Millionen Francs, floss in den Bau der Eissporthalle Stade de glace (heute Palais des Sports), in der die Eishockeyspiele der A-Gruppe, die Eiskunstlaufwettbewerbe und die Schlussfeier stattfanden. Die Halle mit 12.000 Sitzplätzen befindet sich im Parc Paul-Mistral, dem zentral gelegenen Stadtpark von Grenoble. Die Architekten waren Robert Demartini und Pierre Junillon, die Bauarbeiten begannen Mitte November 1965 und waren im Oktober 1967 abgeschlossen. Das Dach besteht aus zwei sich kreuzenden zylindrischen Gewölben, vier Pfeiler tragen die Last von 10.000 Tonnen. Heute dient die Halle für Konzerte, Messeveranstaltungen und verschiedene sportliche Anlässe (unter anderem Sechstagerennen von 1971 bis 2014).

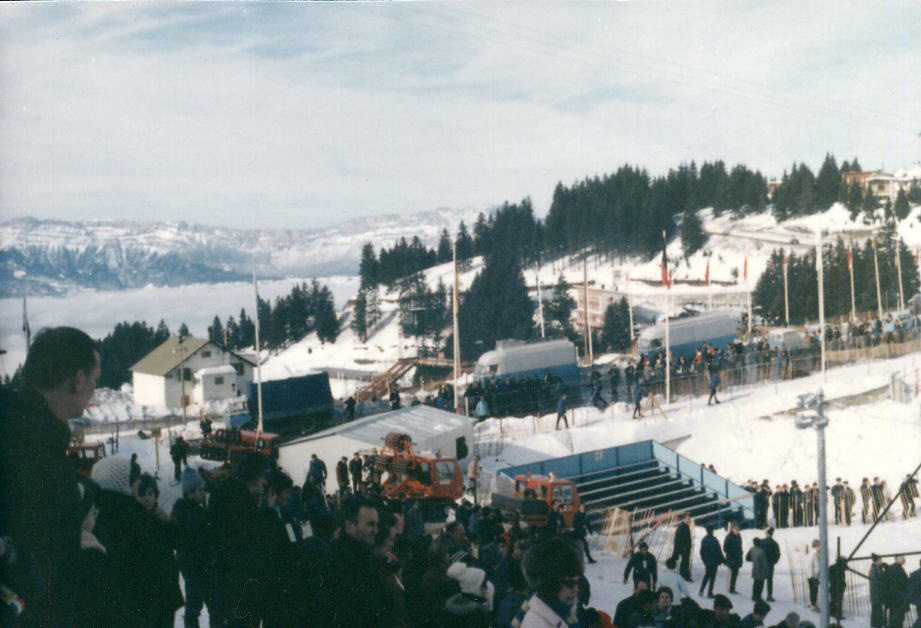
Chamrousse (Februar 1968)

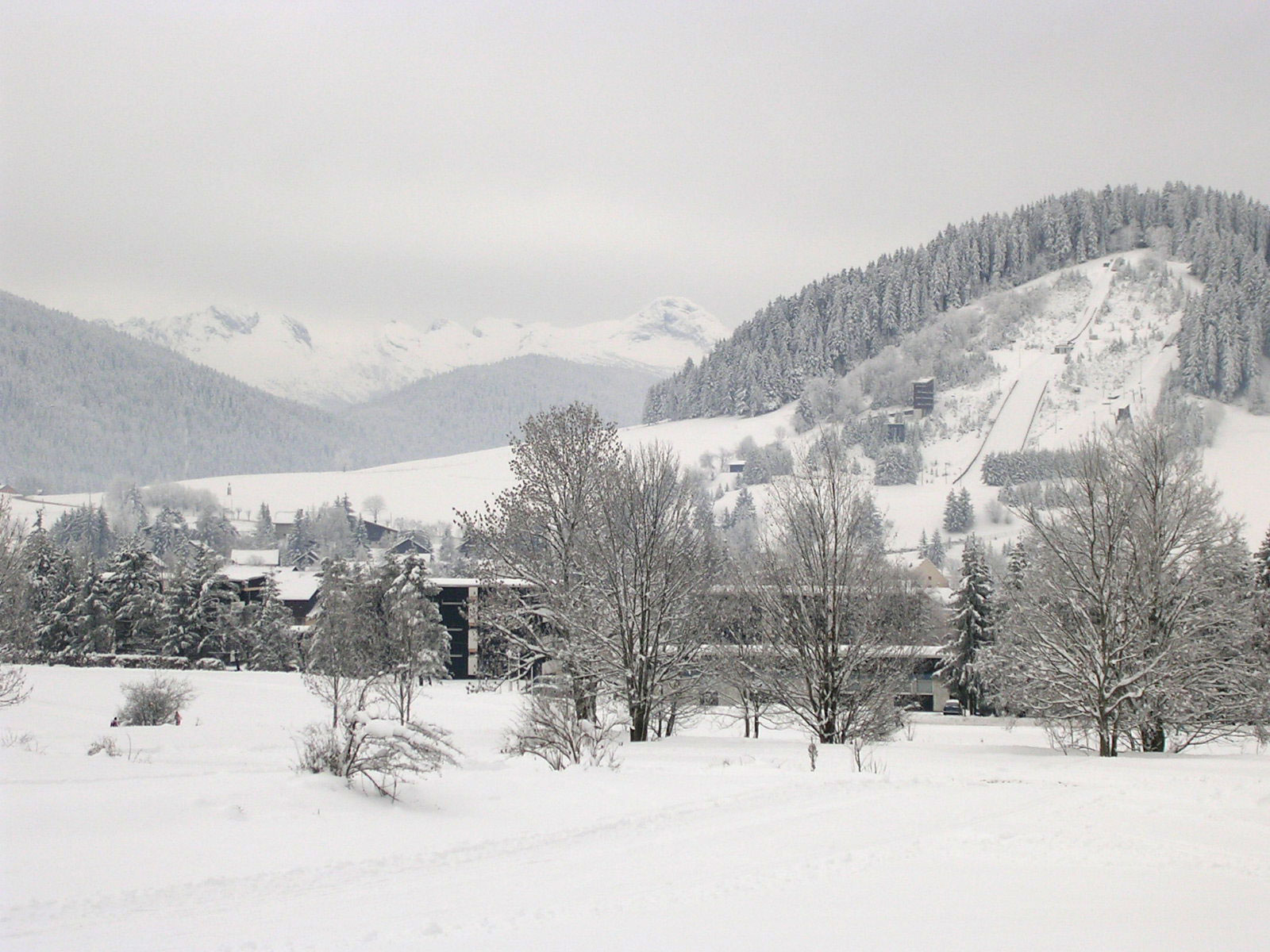
Blick auf Autrans, rechts auf dem Hügel die Skisprungschanze „Au Claret“

Wenige hundert Meter davon entfernt, ebenfalls im Parc Paul-Mistral, entstand zwischen Februar und November 1966 die 400-Meter-Rundbahn für die Eisschnelllaufwettbewerbe. Die nicht überdachte Anlage Anneau de vitesse, in deren Mitte sich eine Übungseisfläche befand, hatte eine Kapazität von 2500 Zuschauern. Das Kühlsystem wurde nach wenigen Jahren wieder ausgebaut, heute drehen auf der Betonbahn Inlineskater und Rollschuhläufer ihre Runden. Die einzige bereits bestehende Anlage war die im September 1963 eröffnete städtische Eislaufhalle Patinoire municipale unmittelbar neben der Eisschnelllauf-Rundbahn, in der die Eiskunstlauf-Europameisterschaften 1964 ausgetragen worden waren. Die Halle mit 2000 Sitz- und 700 Stehplätzen war Austragungsort der Eishockeyspiele der B-Gruppe.
Austragungsort sämtlicher alpiner Skirennen war Chamrousse, ein Wintersportort 30 Kilometer östlich von Grenoble. Das Ziel von fünf der sechs Rennen befand sich im Gebiet Recoin de Chamrousse, jenes der Männerabfahrt im Gebiet Casserousse. Beim Bau der neuen Skipisten mussten rund 300.000 m³ Fels weggesprengt oder weggebaggert werden, besonders große Erdbewegungen und Terrainveränderungen waren beim oberen Teil der Abfahrtsstrecke der Männer und bei der Slalomstrecke notwendig. Darüber hinaus wurden sechs neue Sessellifte errichtet. Bei der Pistenpräparierung standen zeitweise über 10.000 Personen im Einsatz, hauptsächlich Soldaten.
In Autrans, 36 Kilometer westlich von Grenoble im Vercors-Gebirge gelegen, fanden die Wettkämpfe im Skilanglauf und Biathlon statt. Für die Zuschauer standen provisorische Zielstadien zur Verfügung, die nördlich und südwestlich des Dorfes lagen. Ebenfalls in Autrans ausgetragen wurde das Skispringen von der Normalschanze. Die Skisprungschanze Le Claret ist heute noch in Betrieb; sie entstand 1966 mit der damals üblichen Schanzengröße von 70 Metern, die man später auf 90 Meter verlängerte.
Die 90-Meter-Großschanze hätte problemlos ebenfalls in Autrans errichtet werden können, doch die Organisatoren entschieden sich stattdessen für Saint-Nizier-du-Moucherotte, das 17 Kilometer von Grenoble entfernt liegt, ebenfalls im Vercors-Gebirge. Die relativ geringe Entfernung zur Stadt und die bessere Erreichbarkeit garantierten einen weitaus größeren Zuschaueraufmarsch. Die Bauarbeiten dauerten von Juli 1966 bis Januar 1967. Nach den Spielen wurde die Dauphiné-Skisprungschanze nur noch selten für Wettkämpfe genutzt, seit 1990 ist sie gesperrt und zerfällt zu einer Ruine. Seit 2024 läuft ein Projekt zur Restaurierung der Anlage, die Finanzierung ist jedoch nicht abgesichert.
Dritter olympischer Standort im Vercors-Gebirge war der 34 Kilometer von Grenoble entfernt gelegene Ort Villard-de-Lans, wo die Rennrodel-Wettbewerbe stattfanden. Die Rodelbahn war genau 1000 Meter lang, besaß 14 Kurven und überwand eine Höhendifferenz von 110 Metern. Nach der vorübergehenden Schließung im Jahr 1994 wurde sie umgebaut; heute verfügt sie über einen Kunststoffbelag, der einen ganzjährigen Betrieb ermöglicht. Für Wettkämpfe wird sie aber nicht mehr genutzt.
Der am weitesten entfernte und auch höchstgelegene Veranstaltungsort war die Wintersportstation Alpe d’Huez, die 65 Kilometer in südöstlicher Richtung liegt. Hier befand sich am Col de Poutran, auf einer Höhe von rund 2000 Metern, die Bobbahn. Sie war 1500 Meter lang, besaß 13 Kurven und überwand eine Höhendifferenz von 140 Metern. Zwar handelte es sich im Prinzip um eine Naturbahn, doch wurden drei direkt der Sonneneinstrahlung ausgesetzte Kurven mit Ammoniak und flüssigem Stickstoff künstlich vereist. In Alpe d’Huez stand außerdem eine Ersatzpiste für die alpinen Skirennen zur Verfügung.

### Unterkünfte

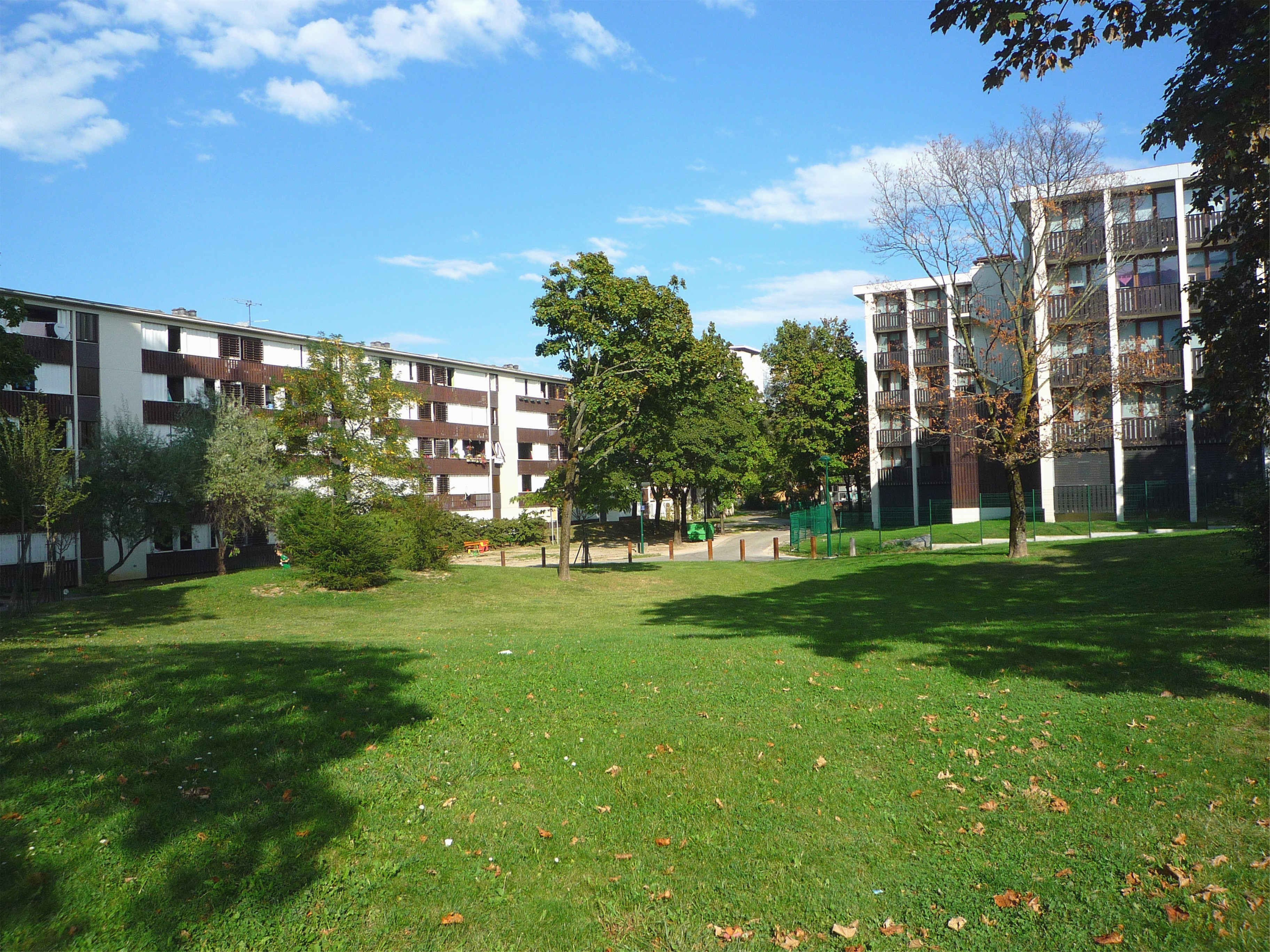
Olympisches Dorf (2014)

Das olympische Dorf befand sich am südlichen Stadtrand, an der Grenze zu den Vorortgemeinden Échirolles und Eybens. Auf dem Gelände des ehemaligen Flughafens Grenoble-Mermoz entstand in knapp zwei Jahren eine Großwohnsiedlung mit 6500 Wohnungen. Zur Siedlung gehörten unter anderem eine Grundschule, ein Gymnasium, ein Kindergarten, ein Jugendzentrum, ein Einkaufszentrum und eine Bibliothek (für die Nutzung nach den Olympischen Spielen). Die männlichen Athleten waren in einem Hochhaus und in elf Wohnblöcken untergebracht, die Sportlerinnen wohnten in einem Gebäude mit 263 Einzelzimmern, das später als Arbeiterwohnheim diente. In weiteren Gebäuden der Siedlung lebten rund 12.000 Trainer, Funktionäre, Zeitnehmer, Helfer, Polizisten und Fahrer.
Den nordischen und alpinen Skiläufern sowie deren Betreuern standen zwei weitere, weitaus kleinere olympische Dörfer zur Verfügung. Dabei handelte es sich um Ferienhaussiedlungen in Autrans und Chamrousse, die neu errichtet bzw. umgebaut worden waren.

## Teilnehmer

### Länder

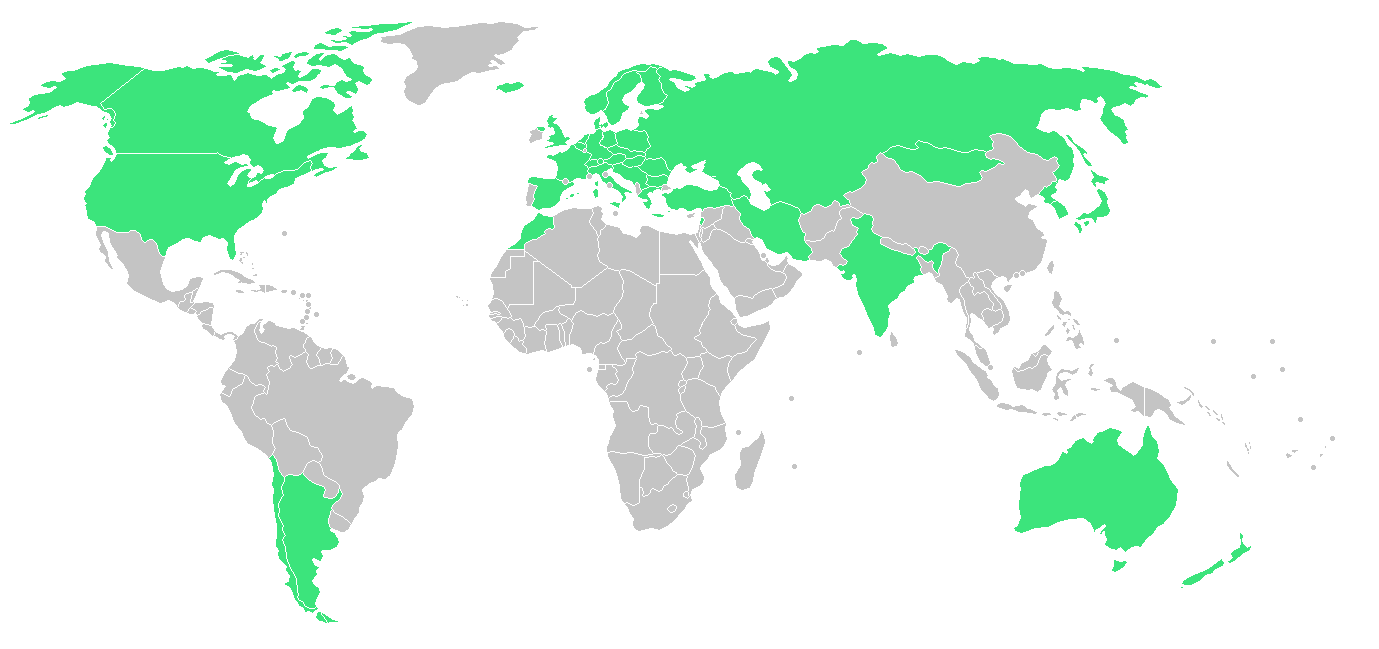
Übersicht der teilnehmenden Länder

Die nachfolgend aufgeführten 37 Länder entsandten Sportler nach Grenoble. Insgesamt nahmen je nach Quelle 1158 bzw. 1160 Athleten teil, darunter 211 Frauen.
| Europa (887 Athleten aus 24 Nationen) | Europa (887 Athleten aus 24 Nationen)                                                                                               | Europa (887 Athleten aus 24 Nationen)                                                                                                |
| --- | --- | --- |
| - Bulgarien (6) - Dänemark (3) - DDR* (57) - BR Deutschland (87) - Finnland (52) - Frankreich (75) - Griechenland (3) - Großbritannien (38) | - Island (4) - Italien (47) - Jugoslawien (30) - Liechtenstein (9) - Niederlande (9) - Norwegen (65) - Österreich (76) - Polen (31) | - Rumänien (30) - Schweden (68) - Schweiz (34) - Sowjetunion (74) - Spanien (20) - Tschechoslowakei (48) - Türkei (11) - Ungarn (10) |
| Amerika (175 Athleten aus 4 Nationen) | | |
| - Argentinien (5) - Chile (4) | - Kanada (70) | - Vereinigte Staaten (96) |
| Asien (84 Athleten aus 6 Nationen) | | |
| - Indien (1) - Iran (4) | - Japan (61) - Korea, Republik (8)                                                                                                  | - Libanon (3) - Mongolei (7) |
| Ozeanien (9 Athleten aus 2 Nationen) | | |
| - Australien (3) | - Neuseeland (6) | |
| Afrika (5 Athleten aus 1 Nation) | | |
| - Marokko* (5) | | |
| (Anzahl der Athleten) * Erstmalige Teilnahme an Winterspielen                                                                               | | |

### Zwei deutsche Mannschaften
Wie schon im Sommer 1952, als das noch nicht in die Bundesrepublik eingliederte Saarland eine eigenständige Mannschaft schickte, nahmen nun wieder zwei deutsche Mannschaften teil. Zum ersten Mal überhaupt war die Deutsche Demokratische Republik mit der seit Jahren angestrebten eigenen Mannschaft präsent. Sie war 1955 nur provisorisch ins IOC aufgenommen worden, unter der Bedingung, dass sie eine gesamtdeutsche Mannschaft mit Sportlern aus der Bundesrepublik Deutschland bildete, unter Führung des vom IOC anerkannten Nationalen Olympischen Komitees für Deutschland. In der Folge versuchte das Nationale Olympische Komitee der DDR, die vollständige Anerkennung zu erreichen. Dies scheiterte jedoch u. a. am Widerstand von Karl Ritter von Halt, dem Präsidenten des Nationalen Olympischen Komitee für Deutschland, der eng mit IOC-Präsident Avery Brundage befreundet war. Nach Halts Tod im Jahr 1961 sowie dem Bau der Berliner Mauer ging unter seinem Nachfolger Willi Daume der enge Kontakt zur IOC-Führung verloren. Zudem machte die Realität der Trennung Qualifikationswettkämpfe fast unmöglich.

Deutsche Olympiaflagge

Am 8. Oktober 1965 beschloss das IOC die Aufnahme der DDR als vollwertiges Mitglied. Um die damals noch geltenden Beschränkungen auf dem Gebiet der NATO-Staaten zu umgehen (Verbot aller DDR-Symbole, insbesondere der 1959 eingeführten Flagge mit sozialistischen Symbolen), einigten sich beide NOK auf Fortsetzung des Gebrauchs der gemeinsamen Flagge und Hymne: Zur Anwendung kamen wie bei allen Olympischen Spielen seit 1960 die schwarz-rot-goldene Flagge mit weißen olympischen Ringen in der Mitte sowie die schon früher als Ersatzhymne verwendete „Ode an die Freude“ aus Beethovens 9. Sinfonie. Beide Länder präsentierten sich erst ab 1972 vollkommen eigenständig.
Am 21. Januar 1968 flüchtete der 21 Jahre alte Ralph Pöhland, einer der prominentesten Skisportler der DDR, bei den vorolympischen Wettkämpfen in Les Brassus (Schweiz). Fluchthelfer war der bundesdeutsche Skispringer Georg Thoma. Dieser Vorfall führte dazu, dass die den Umständen entsprechenden halbwegs zufriedenstellenden Beziehungen zwischen den beiden deutschen Teams einfroren. Außerdem reduzierte die DDR ihren Athletenkader von 95 auf 57 Sportler, da nur noch „politisch Zuverlässige“ nach Grenoble reisen durften.

## Medaillen und Diplome
Für die Olympischen Winterspiele in Grenoble waren insgesamt 228 Medaillen für die drei Erstplatzierten hergestellt worden. Entworfen wurden sie – wie das Logo – von Roger Excoffon, geprägt von der französischen Münzprägeanstalt Monnaie de Paris. Erstmals überhaupt in der olympischen Geschichte hatten die Medaillen in jeder Sportart ein individuelles Design. Auf der Vorderseite war das Logo dieser Spiele abgebildet, auf der Rückseite ein in die Oberfläche geätztes Piktogramm, das die jeweilige Sportart darstellt. Die Medaillen hatten einen Durchmesser von 50 Millimetern und waren drei Millimeter dick. Die Auszeichnungen für die Erst- und Zweitplatzierten bestanden aus Silber mit einem Feingehalt von 925/1000, die Goldmedaillen waren zusätzlich mit einer sechs Gramm schweren Schicht aus Gold überzogen. Die Medaillen hingen an Stoffbändern in den olympischen Farben, was ebenfalls eine Premiere war (zuvor waren Ketten verwendet worden). Außerdem erhielten die Sportler zur Aufbewahrung der Medaillen Schatullen aus schwarzem Leder, die mit weißer, blauer oder roter Seide gefüttert waren.
Die Erinnerungsmedaille wurde von Josette Hébert-Coëffin gestaltet. Die Vorderseite zeigt den geschmückten Kopf eines griechischen Athleten vor Schneeflocken und Eiskristallen. Die Rückseite zeigt die Silhouette von Grenoble vor der Belledonne-Bergkette. Es gab drei Ausführungen der Medaille: 20 Exemplare in Silber, 210 Exemplare in versilberter Bronze und 15.000 Exemplare in Bronze.
Excoffon gestaltete auch die Olympischen Diplome, die jeweils den sechs Besten einer Disziplin überreicht wurden. Sie bestanden aus crèmefarbenem Pergamentpapier. Das Logo war von den Worten „Xes Jeux Olympiques d’Hiver Grenoble 1968“ sowie vom olympischen Motto „Citius, altius, fortius“ (Schneller, höher, stärker) umgeben. In der Mitte stand das Wort „Diplome“ in Goldprägung. Ähnliche Diplome, jedoch auf gewöhnlichem weißem Papier und ohne Goldprägung, erhielten sämtliche Funktionäre, Teilnehmer, Journalisten und Helfer als Souvenir.
Die Siegerehrungen fanden jeweils am Abend des entsprechenden Wettkampftages im Stade de Glace statt.

## Wettkampfprogramm
Es wurden 35 Wettbewerbe (22 für Männer, 12 für Frauen und 1 Mixed-Wettbewerb) in 6 Sportarten/10 Disziplinen ausgetragen. Im Vergleich zu den Olympischen Winterspielen 1964 in Innsbruck erhöhte sich die Anzahl der ausgetragenen Wettbewerbe. Neu ins Programm aufgenommen wurde die Biathlonstaffel der Männer – die Anzahl der Sportarten/Disziplinen blieb gleich. Am 4. Februar, zwei Tage vor der offiziellen Eröffnung, fanden drei Eishockey-Ausscheidungsspiele statt, um neben fünf gesetzten Mannschaften drei weitere Teilnehmer des A-Turniers zu ermitteln; die Verlierer nahmen am B-Turnier teil.

### Olympische Sportarten/Disziplinen
- Biathlon Gesamt (2) = Männer (2)
- Bob Gesamt (2) = Männer (2)
- Eishockey Gesamt (1) = Männer (1)
- Eislauf
  -  Eiskunstlauf Gesamt (3) = Männer (1)/Frauen (1)/Mixed (1)
  -  Eisschnelllauf Gesamt (8) = Männer (4)/Frauen (4)
- Rennrodeln Gesamt (3) = Männer (2)/Frauen (1)
- Skisport
  -  Ski Alpin Gesamt (6) = Männer (3)/Frauen (3)
  - Ski Nordisch
    -  Nordische Kombination Gesamt (1) = Männer (1)
    -  Skilanglauf Gesamt (7) = Männer (4)/Frauen (3)
    -  Skispringen Gesamt (2) = Männer (2)

Anzahl der Wettkämpfe in Klammern

### Zeitplan
| Zeitplan                  | Zeitplan       | Zeitplan              | Zeitplan | Zeitplan | Zeitplan | Zeitplan | Zeitplan | Zeitplan | Zeitplan | Zeitplan | Zeitplan | Zeitplan | Zeitplan | Zeitplan | Zeitplan | Zeitplan | Zeitplan | Zeitplan           |
| Disziplin                 | Disziplin      | Disziplin             | So. 4.   | Mo. 5.   | Di. 6.   | Mi. 7.   | Do. 8.   | Fr. 9.   | Sa. 10.  | So. 11.  | Mo. 12.  | Di. 13.  | Mi. 14.  | Do. 15.  | Fr. 16.  | Sa. 17.  | So. 18.  | Ent- schei- dungen |
| Disziplin                 | Disziplin      | Disziplin             | Februar  | Februar  | Februar  | Februar  | Februar  | Februar  | Februar  | Februar  | Februar  | Februar  | Februar  | Februar  | Februar  | Februar  | Februar  | Ent- schei- dungen |
| ------------------------- | -------------- | --------------------- | -------- | -------- | -------- | -------- | -------- | -------- | -------- | -------- | -------- | -------- | -------- | -------- | -------- | -------- | -------- | ------------------ |
| Eröffnungsfeier           |                |                       |          |          |          |          |          |          |          |          |          |          |          |          |          |          |          |                    |
| Biathlon                  | Biathlon       | Biathlon              |          |          |          |          |          |          |          |          | 1        |          |          | 1        |          |          |          | 2                  |
| Bob                       | Bob            | Bob                   |          |          |          |          |          |          |          | 1        |          |          |          |          |          | 1        |          | 2                  |
| Eishockey                 | Eishockey      | Eishockey             |          |          |          |          |          |          |          |          |          |          |          |          |          | 1        |          | 1                  |
| Eislauf                   | Eiskunstlauf   | Eiskunstlauf          |          |          |          |          |          |          | 1        |          |          |          | 1        |          | 1        |          |          | 3                  |
| Eislauf                   | Eisschnelllauf | Eisschnelllauf        |          |          |          |          |          | 1        | 1        | 1        | 1        |          | 1        | 1        | 1        | 1        |          | 8                  |
| Rennrodeln                | Rennrodeln     | Rennrodeln            |          |          |          |          |          |          |          |          |          | 2        |          |          |          |          | 1        | 3                  |
| Skisport                  | Ski Alpin      | Ski Alpin             |          |          |          |          |          | 1        | 1        |          | 1        | 1        |          | 1        |          | 1        |          | 6                  |
| Skisport                  | Ski Nordisch   | Nordische Kombination |          |          |          |          |          |          |          |          | 1        |          |          |          |          |          |          | 1                  |
| Skisport                  | Ski Nordisch   | Skilanglauf           |          |          |          | 1        |          | 1        | 1        |          |          | 1        | 1        |          | 1        | 1        |          | 7                  |
| Skisport                  | Ski Nordisch   | Skispringen           |          |          |          |          |          |          |          | 1        |          |          |          |          |          |          | 1        | 2                  |
| Schlussfeier              |                |                       |          |          |          |          |          |          |          |          |          |          |          |          |          |          |          |                    |
| Demonstrationswettbewerbe |                |                       |          |          |          |          |          |          |          |          |          |          |          |          |          |          |          |                    |
| Eiskunstlauf – Eistanz    |                |                       |          |          |          |          |          |          |          |          |          |          |          |          |          |          |          |                    |
| Entscheidungen            | Entscheidungen | Entscheidungen        |          |          |          | 1        |          | 3        | 4        | 3        | 4        | 4        | 3        | 3        | 3        | 5        | 2        | 35                 |
|                           |                |                       | So. 4.   | Mo. 5.   | Di. 6.   | Mi. 7.   | Do. 8.   | Fr. 9.   | Sa. 10.  | So. 11.  | Mo. 12.  | Di. 13.  | Mi. 14.  | Do. 15.  | Fr. 16.  | Sa. 17.  | So. 18.  |                    |
| Februar                   |                |                       |          |          |          |          |          |          |          |          |          |          |          |          |          |          |          |                    |

Farblegende

## Zeremonien

### Eröffnungsfeier

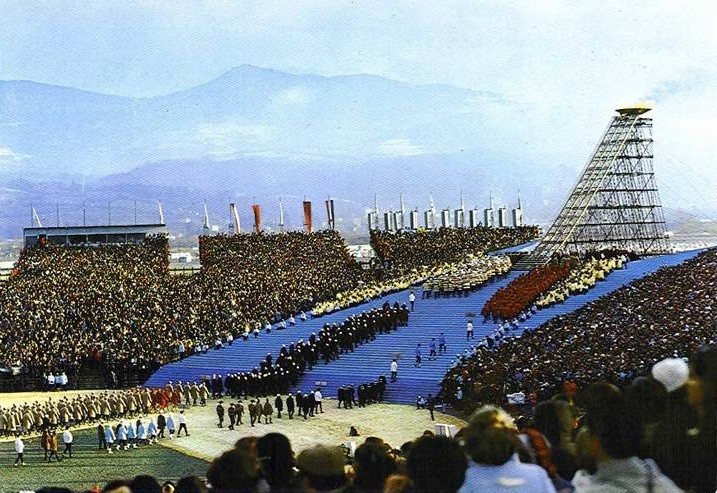
Eröffnungsfeier

Für die Eröffnungsfeier war eigens ein temporäres Stadion errichtet worden. Das Stade olympique lag am südöstlichen Stadtrand in der Nähe des olympischen Dorfes und des Pressezentrums. Es war 300 Meter lang, bestand aus Stahlröhren mit einer Gesamtlänge von 380 km und bot Platz für 60.000 Zuschauer. Am hinteren Ende des Stadions befand sich ein Stahlgerüst mit einer 550 kg schweren und vier Meter breiten Flammenschale an der Spitze. Dort hinauf führte eine 3,5 Meter breite Treppe mit 96 Stufen.
Die Feier begann am 6. Februar um 15 Uhr, an einem Dienstagnachmittag, mit dem Eintreffen des französischen Präsidenten Charles de Gaulle. Zu den 500 geladenen Ehrengästen gehörten unter anderem IOC-Präsident Avery Brundage, die persische Kaiserin Farah Pahlavi, die dänische Kronprinzessin Margrethe und die luxemburgische Großherzogin Joséphine Charlotte. Nach dem Abspielen der Marseillaise, der französischen Nationalhymne, folgten kulturelle Darbietungen. Den Einmarsch der Sportler ins Stadion führte traditionell die griechische Delegation an. Die weiteren Mannschaften betraten das Stadion in alphabetischer Reihenfolge, beginnend mit der Bundesrepublik Deutschland (Allemagne) und der DDR (Allemagne d’Est). Den Abschluss bildeten als Gastgeber die Franzosen.
Albert Michallon, Präsident des COJO, hieß in seiner Rede die Sportler und Besucher willkommen. Brundage wiederum erinnerte an die Ideale von Pierre de Coubertin und äußerte die Hoffnung, dass diese zu einer friedlicheren und weniger materialistischen Welt führen. Er bat Charles de Gaulle, die Spiele zu eröffnen. Der Präsident betrat die Bühne und sprach die vorgegebene Eröffnungsformel. Vierzehn Gebirgsjäger trugen die olympische Flagge ins Stadion und hissten sie. Die Organisatoren hatten darauf verzichtet, wie sonst üblich, Friedenstauben aufsteigen zu lassen. Stattdessen ließen sie aus drei Helikoptern 500 kleine olympische Flaggen an Papierfallschirmen und 30.000 parfümierte Kunstrosen über dem Stadion abwerfen. Anschließend betrat der Eiskunstläufer Alain Calmat als letzter Fackelläufer das Stadion. Er stieg die Treppe zur Schale hinauf, wobei sein Herzschlag in vielfacher Verstärkung über die Lautsprecher ertönte. Oben angekommen, entzündete er das olympische Feuer. Kurz darauf sprach Skirennfahrer Léo Lacroix den olympischen Eid. Zuletzt flog die Kunstflugstaffel Patrouille de France über das Stadion hinweg, dabei zeichneten fünf Flugzeuge des Typs Fouga Magister Kondensstreifen in den Farben der olympischen Ringe in den Himmel.

### Schlussfeier
Die Olympischen Winterspiele endeten am 18. Februar, an einem Sonntagabend, mit der Schlussfeier im Stade de glace. Erster Programmpunkt war ein Schaulaufen der Eiskunstläufer. Vorgeführt wurde dabei auch Eistanzen, eine Disziplin, die erst 1976 ins reguläre Programm aufgenommen wurde. Beteiligt waren die zehn besten Paare der letzten Weltmeisterschaft, es gab keine Wertung. Anschließend wurden die letzten Siegerehrungen vorgenommen. Nach dem Abspielen der Marseillaise versammelten sich die noch in Grenoble anwesenden Sportler auf der Eisfläche und die Fahnenträger stellten sich im Halbkreis auf. Während die Flaggen Griechenlands, Frankreichs und des nächsten Gastgebers Japan an den Masten gehisst wurden, brachte ein Fackelläufer das olympische Feuer ins Stadion und entzündete es in einer auf dem Eis aufgestellten Schale. IOC-Präsident Avery Brundage dankte den Veranstaltern und erklärte die Spiele für beendet. Beim Herablassen der olympischen Flagge erklangen Salutschüsse über der Stadt und schließlich erlosch das Feuer.

## Wettbewerbe

### Biathlon
Erst zum dritten Mal auf dem olympischen Wettkampfprogramm standen die Biathlonrennen der Männer. Zum Einzelrennen über 20 km kam das Staffelrennen über 4-mal 7,5 km hinzu. Beide Entscheidungen stießen auf ein äußerst geringes Zuschauerinteresse, neben wenigen Besuchern aus Nord- und Osteuropa waren fast nur Schulklassen im Zielstadion bei Autrans und entlang der Strecke anwesend.
Das Einzelrennen fand unter schwierigen Bedingungen statt, denn fast pausenlos fiel eiskalter Regen, der die Treffsicherheit der Schützen stark beeinträchtigte. Olympiasieger wurde der Norweger Magnar Solberg, welcher einer von nur zwei Teilnehmern war, der keine Fehlschüsse zu verzeichnen hatte. Der sowjetische Sportler Alexander Tichonow lief über eine Minute schneller, erhielt aber zwei Strafminuten und erreichte aus diesem Grund den zweiten Platz. Bronze ging an seinen Landsmann Wladimir Gundarzew. Beim Staffelrennen erhielten die Läufer bei Fehlschüssen keine Strafminuten, sondern mussten jeweils eine 150 Meter lange Zusatzrunde absolvieren. Der Start des Rennens musste wegen dichten Nebels um fünfeinhalb Stunden verschoben werden. Es gewannen die Läufer aus der Sowjetunion mit fast zwei Minuten Vorsprung vor den Norwegern. Die Bronzemedaille ging an die Schweden, die als einzige Mannschaft ohne Fehlschuss blieben. Die beste Einzelleistung erzielte Magnar Solberg in der dritten Runde.

### Bob
Unbeständiges Wetter und Verschiebungen prägten die beiden Bobwettbewerbe auf dem Col de Poutran bei Alpe d’Huez. Die für den 7. Februar vorgesehenen ersten beiden Läufe des Zweierbob-Wettbewerbs mussten wegen heftiger Schneefälle und Löchern in der Bahn um einen Tag verschoben werden. Der dritte und vierte Lauf am 11. Februar wurden wegen der prognostizierten warmen Temperaturen am frühen Morgen ausgetragen. Der neunfache Weltmeister Eugenio Monti und sein Bremser Luciano De Paolis aus Italien sowie die Deutschen Horst Floth und Pepi Bader hatten nach vier Läufen exakt die gleiche Gesamtzeit. Allerdings erhielten nur die Italiener eine Goldmedaille zugesprochen: Das Reglement des internationalen Verbandes FIBT schrieb vor, dass bei Zeitgleichheit die beste Einzelleistung maßgebend ist (im letzten Lauf hatten Monti und De Paolis einen neuen Bahnrekord aufgestellt). Bronze ging an die rumänische Mannschaft.
In den darauf folgenden Tagen blieb das Wetter weiterhin unbeständig, Schneefall wechselte sich mit Sonnenschein und Regen ab. Um für alle Mannschaften einigermaßen faire Bedingungen zu bieten, entschied die Jury, am 17. Februar nur zwei Läufe durchzuführen (den ersten um 6 Uhr morgens) und auf den dritten und vierten Lauf zu verzichten. An diesem Tag verbesserten sich die Verhältnisse mit einem Kälteeinbruch auf −16 °C so stark, dass die fehlenden Läufe problemlos hätten durchgeführt werden können, doch die Jury hielt an ihrem Beschluss fest. Die italienische Mannschaft (Pilot Eugenio Monti) siegte vor Österreich (Pilot Erwin Thaler) und der Schweiz (Pilot Jean Wicki).

### Eishockey
Das Eishockeyturnier im Stade de glace und in der Patinoire municipale in Grenoble wurde auch als 35. Eishockey-Weltmeisterschaft und als 46. Eishockey-Europameisterschaft gewertet. Dieses Reglement kam allerdings zum letzten Mal zur Anwendung, seither werden diese Titelkämpfe getrennt ausgetragen.
Teilnahmeberechtigt waren die acht Mannschaften der A-Gruppe der Eishockey-Weltmeisterschaft 1967, die besten fünf Teams der B-Gruppe sowie der Sieger der C-Gruppe. Dazu kam Frankreich als Gastgeber. Für Polen und Italien, die auf eine Teilnahme verzichteten, rückte Österreich als Sechster der B-Gruppe nach. Das Teilnehmerfeld war in eine A- und eine B-Gruppe aufgeteilt. Automatisch für die A-Gruppe qualifiziert waren die fünf Besten der letzten Weltmeisterschaft. Um die übrigen drei Startplätze kämpften die drei Letztplatzierten der A-Weltmeisterschaft und die drei Besten der B-Weltmeisterschaft in einer Ausscheidungsrunde. Die Verlierer bildeten mit drei weiteren Mannschaften die B-Gruppe und spielten um die Plätze 9 bis 14. Beide Teilturniere wurden im System „jeder gegen jeden“ ausgetragen, es gab keine anschließende K.-o.-Runde und aus diesem Grund auch kein eigentliches Finale.
Höhepunkt des Turniers war der 5:4-Sieg der Tschechoslowakei gegen die Sowjetunion, der ganz unter dem Eindruck des Prager Frühlings stand. Vor der letzten Runde führten die Tschechoslowaken die Tabelle an, verpassten aber mit einem 2:2 gegen Schweden den Gewinn der Goldmedaille. Der Olympiasieg ging zum dritten Mal seit 1956 an die Sowjetunion, Kanada gewann die Bronzemedaille. Bester Spieler des Turniers war Anatoli Firsow mit zwölf Toren und vier Assists.

### Eiskunstlauf
Im Stade de glace in Grenoble wurden drei Eiskunstlaufwettbewerbe ausgetragen. Den Einzelwettbewerb der Frauen gewann die US-Amerikanerin Peggy Fleming, Silber ging an die DDR-Läuferin Gabriele Seyfert, Bronze an Hana Mašková aus der Tschechoslowakei. Fleming lag bereits nach dem Pflichtteil uneinholbar in Führung. Auch in der abschließenden Kür zeigte sie die beste Leistung, während die Österreicherin Beatrix Schuba vom dritten auf den fünften Platz zurückfiel.
Der Österreicher Emmerich Danzer galt als Favorit für den Olympiasieg bei den Männern, doch die vierte von fünf Pflichtfiguren misslang ihm und er fiel auf den vierten Platz zurück. Bester Läufer in der Pflicht war sein Landsmann Wolfgang Schwarz, vor dem US-Amerikaner Tim Wood und dem Franzosen Patrick Péra. In der Kür änderte sich an den vier ersten Positionen nichts, obwohl Danzer für seine Darbietung die mit Abstand beste Wertung erhielt. Ausschlaggebend waren aber nicht die Einzelnoten, sondern die Platzziffern: Fünf der neun Jurymitglieder setzten Péra auf den dritten Platz, was von den Medien als Gefälligkeit gegenüber dem französischen Publikum kritisiert wurde.
Wie schon vier Jahre zuvor in Innsbruck, gewannen auch in Grenoble Ljudmila Beloussowa und Oleg Protopopow das Paarlaufen. Im Gegensatz zu allen anderen Paaren legten sie mehr Wert auf die künstlerische Ausführung als auf die rein sportliche Leistung. Silber gewannen Tatjana Schuk und Alexander Gorelik, ebenfalls aus der Sowjetunion, Bronze ging an Margot Glockshuber und Wolfgang Danne aus der Bundesrepublik Deutschland.

### Eisschnelllauf

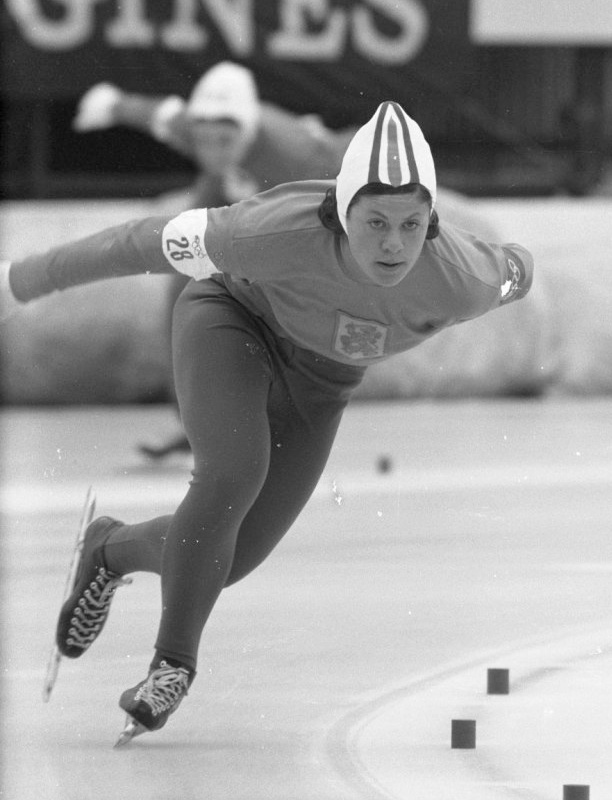
Johanna Schut im 3000-Meter-Rennen

Auf dem Anneau de vitesse in Grenoble fanden je vier Eisschnelllaufwettbewerbe für Frauen und Männer statt. Da die Anlage nicht überdacht war, spielten die äußeren Bedingungen eine mitentscheidende Rolle: Der von den zahlreichen Industriebetrieben der Stadt ausgestoßene Ruß und Staub lagerte sich auf dem Eis ab, so dass jene Läufer, die kurz nach dem Wischen des Eises an den Start gehen konnten, einen Vorteil hatten. Darüber hinaus fiel in der zweiten Wettkampfwoche bei den Rennen der Frauen bisweilen heftiger Regen.
Am erfolgreichsten waren die Niederländer mit je drei Gold-, Silber- und Bronzemedaillen. Sie lösten die einst dominierenden sowjetischen Läufer ab, die bei den drei vorangegangenen Winterspielen 14 von 20 möglichen Goldmedaillen gewonnen hatten. In Grenoble war nur Ljudmila Titowa siegreich, die das 500-Meter-Rennen vor drei zeitgleichen US-Amerikanerinnen gewann. Die weiteren Olympiasiegerinnen waren die Finnin Kaija Mustonen (1500 m) sowie die Niederländerinnen Carolina Geijssen (1000 m) und Johanna Schut (3000 m). Bei den Männern gewannen der Deutsche Erhard Keller (500 m), der Niederländer Kees Verkerk (1500 m), der Norweger Fred Anton Maier (5000 m) und der Schwede Johnny Höglin (10.000 m).
In fünf Wettbewerben wurden neue olympische Rekorde erzielt. Fred Anton Maier unterbot seinen eigenen Weltrekord über 5000 Meter um 3,8 Sekunden. Auch die beiden anderen Medaillengewinner blieben unter der alten Bestzeit. Außerdem schlugen sieben weitere Teilnehmer den 1964 aufgestellten olympischen Rekord des Norwegers Knut Johannesen.

### Nordische Kombination
Knapp fiel die Entscheidung in der Nordischen Kombination aus, die aus einem Sprung von der Normalschanze und einem 15-km-Langlauf zusammengesetzt war. Es gewann der Westdeutsche Franz Keller vor dem Schweizer Alois Kälin und dem Ostdeutschen Andreas Kunz. Der Unterschied zwischen dem Erst- und dem Zweitplatzierten betrug letztlich sechs Sekunden.

### Rennrodeln
Die in Villard-de-Lans stattfindenden Wettbewerbe im Rennrodeln waren ebenso wie die Bobrennen von zahlreichen Verschiebungen betroffen. Das Training am 5. Februar konnte noch ohne Probleme durchgeführt werden, doch wegen des warmen Wetters, das die Qualität des Eises stark beeinträchtigte, mussten die beiden ersten Läufe der Einzelwettbewerbe der Frauen und Männer vom 8. auf den 11. Februar verschoben werden. Am 13. Februar konnte nur ein Lauf unter regulären Bedingungen ausgetragen werden, da die Temperaturen erneut über den Gefrierpunkt stiegen. Nach dreimaliger Verschiebung des vierten Laufs beschloss die Jury am Morgen des 15. Februars, nur drei Läufe zu werten. Der aus zwei Durchgängen bestehende Doppelsitzer-Wettbewerb der Männer fand am 18. Februar statt, drei Tage später als ursprünglich geplant.
Sieger des Einzelwettbewerbs der Männer war der Österreicher Manfred Schmid vor den Ostdeutschen Thomas Köhler und Klaus-Michael Bonsack. Köhler und Bonsack gewannen die Goldmedaille im Doppelsitzer-Wettbewerb, vor Manfred Schmid und Ewald Walch aus Österreich und den Westdeutschen Wolfgang Winkler und Fritz Nachmann.
Die DDR-Rodlerinnen Ortrun Enderlein, Anna-Maria Müller und Angela Knösel lagen nach drei Läufen auf den Plätzen eins, zwei und vier. Kurz vor dem Start des dritten Laufs hatte der polnische Juryvorsitzende Lucjan Świderski eine Stichkontrolle durchgeführt und dabei festgestellt, dass die Kufen von Enderleins Schlitten erhitzt worden waren. Dies war seit 1964 gemäß dem Reglement des internationalen Verbandes FIL verboten, da durch das Erhitzen ein Zeitvorteil von rund einer halben Sekunde erzielt werden kann. Enderlein, Müller und Knösel wurden daraufhin von der Jury disqualifiziert. Da kein vierter Lauf mehr ausgetragen wurde, ging die Goldmedaille an die Italienerin Erika Lechner, die Westdeutschen Christa Schmuck und Angelika Dünhaupt erhielten Silber und Bronze zugesprochen. Wer genau für das Erhitzen der Kufen verantwortlich war, konnte nie ermittelt werden. Im Jahr 2006 kamen Zweifel an einer DDR-Manipulation nach der Auswertung von Stasi-Akten auf. Lucjan Świderski soll es gereicht haben, Schnee auf die Kufen der Schlitten zu werfen, welcher dann angeblich schneller taute als bei einem Schlitten der Konkurrenz. Echte Beweise für das verbotene Erhitzen der Kufen wurden nicht bemüht. Die ostdeutsche Delegation bezichtigte die westdeutschen Funktionäre einer Verschwörung und drohte kurzzeitig mit der sofortigen Abreise, was Willi Daume dazu bewog bei IOC-Präsident Avery Brundage gegen die seiner Ansicht nach haltlosen Vorwürfe zu protestieren.

### Ski Alpin

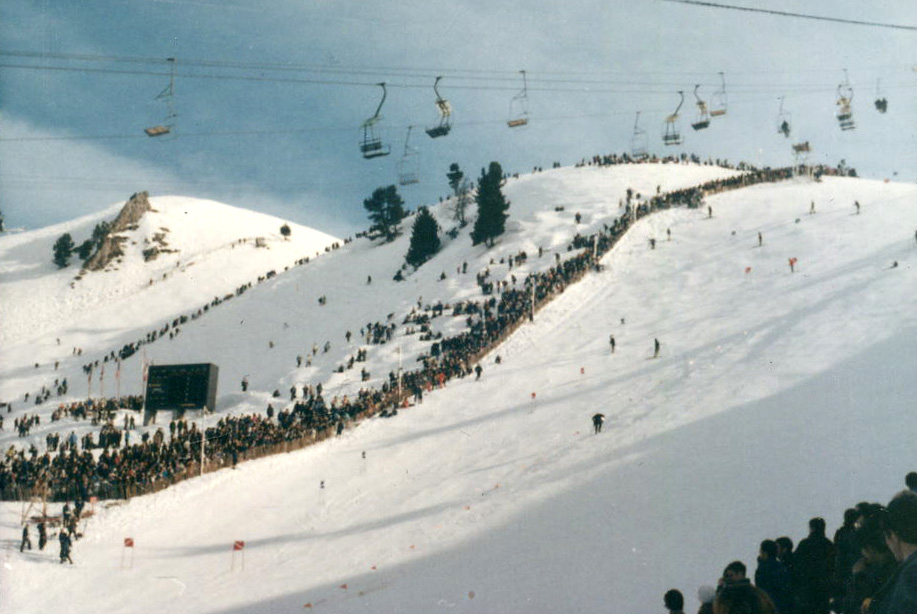
1. Durchgang des Riesenslaloms der Herren

Die sechs alpinen Skirennen in Chamrousse zählten gleichzeitig auch als 28. Alpine Skiweltmeisterschaften. Die drei Erstplatzierten erhielten zu ihren olympischen Medaillen zusätzlich WM-Medaillen. Nicht olympisch war hingegen die aus den Ergebnissen der Abfahrt, des Riesenslaloms und des Slaloms zusammengesetzte Kombinationswertung, bei der lediglich WM-Medaillen vergeben wurden. Diese Regelung galt seit 1952 und hatte bis 1980 Bestand. Die Einzeldisziplinen zählten auch für den Skiweltcup (für die Kombination gab es zu dieser Zeit noch keine Weltcupwertung). Das Programm war im Mai 1967 beim FIS-Kongress in Beirut festgelegt worden.
Kurz vor den Winterspielen entbrannte zwischen IOC-Präsident Avery Brundage und dem internationalen Skiverband FIS eine heftige Auseinandersetzung. Brundage vertrat kompromisslos den Ende des 19. Jahrhunderts von Pierre de Coubertin geprägten idealisierten Amateurismus, der immer weniger dem modernen Zeitgeist entsprach. Die zunehmende Professionalisierung, die 1967 mit der Einführung des Skiweltcups einen neuen Höhepunkt erreicht hatte, lehnte Brundage kategorisch ab. Nachdem seine Forderung, die alpinen Skirennen ganz aus dem Wettkampfprogramm zu streichen, von den übrigen IOC-Mitgliedern abgelehnt worden war, verlangte er, auf sämtlichen Skiern die Firmenlogos unkenntlich zu machen. FIS-Präsident Marc Hodler sah sich aus Zeitgründen außerstande, diese Forderung durchzusetzen und handelte während der in Grenoble stattfindenden IOC-Session einen Kompromiss aus. Den Skiläufern wurde verboten, sich im Zielraum mit ihren Skiern vor Fernsehkameras und Fotografen zu präsentieren. Brundage sah sich kein einziges Skirennen an und weigerte sich standhaft, auch nur einem einzigen alpinen Skiläufer eine Medaille zu überreichen. Heinrich Drimmel, Präsident des Österreichischen Olympischen Comités, hatte sich eine Woche vor Beginn der Spiele darüber beklagt, Brundage halte an einem „historischen Amateurbegriff“ fest und diskreditiere einseitig einzelne Sportarten.

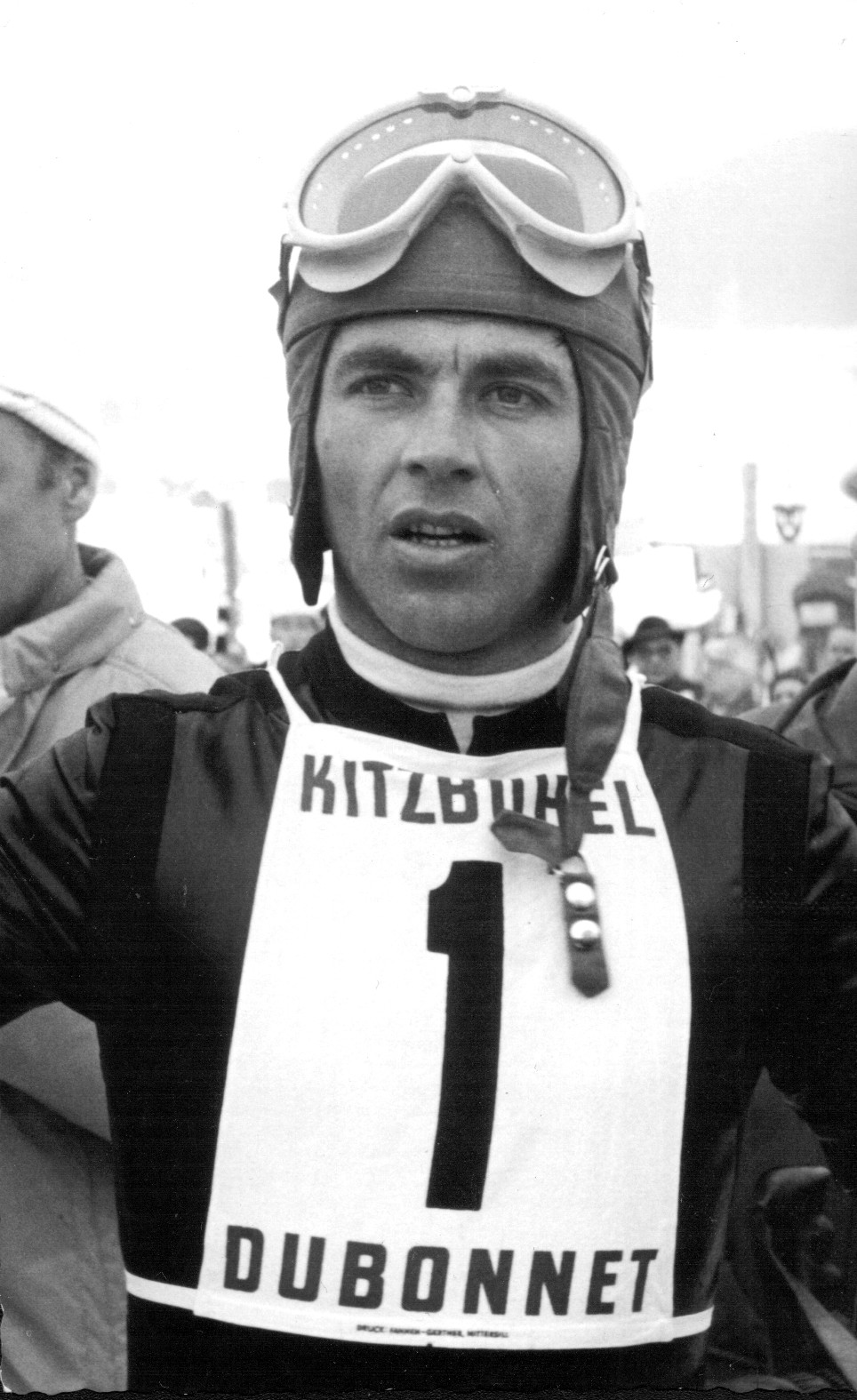
Karl Schranz

Unbestrittener Star der Winterspiele – nicht nur aus Sicht der französischen Medien – war der Franzose Jean-Claude Killy, der alle drei Rennen der Männer gewann und auch den Weltmeistertitel in der Kombination holte. Am knappsten fiel die Entscheidung im ersten Rennen aus: In der Abfahrt siegte Killy mit 0,08 Sekunden Vorsprung auf seinen Landsmann Guy Périllat, der das Rennen lange Zeit angeführt hatte. Dritter wurde der Schweizer Jean-Daniel Dätwyler. Der Riesenslalom wurde zum ersten Mal überhaupt in zwei Läufen ausgetragen, im Gegensatz zur heute gültigen Regelung aber an zwei aufeinander folgenden Tagen. Killy siegte mit über zwei Sekunden Vorsprung auf den Schweizer Willy Favre, gefolgt vom Österreicher Heinrich Messner.
Der Slalom der Männer war die umstrittenste Entscheidung überhaupt. Da sich nicht weniger als 101 Rennläufer zu diesem Wettbewerb angemeldet hatten, wurde das Teilnehmerfeld drei Tage vor dem eigentlichen Rennen in einem Qualifikationswettkampf auf 51 Rennläufer reduziert. Wie bei der Qualifikation herrschte auch am Renntag dichter Nebel. Killy fand als einziger während des ersten Laufs einigermaßen gute Sichtbedingungen vor und setzte sich an die Spitze. Der an dritter Stelle liegende Österreicher Karl Schranz brach seinen zweiten Lauf nach 22 Toren ab, weil er sich durch einen über die Strecke laufenden Pistenbetreuer gestört fühlte. Er durfte unter Vorbehalt nochmals fahren und platzierte sich knapp vor Killy. Wenige Minuten später wurde der Norweger Håkon Mjøen, der noch schneller als Schranz gefahren war, wegen zwei Torfehlern disqualifiziert und Schranz war der vermeintliche Olympiasieger. Später meldeten die Streckenposten, Schranz habe bereits kurz vor dem plötzlichen Auftauchen des Pistenbetreuers dieselben Tore ausgelassen wie Mjøen. Nach fünfstündiger Beratung beschloss die Jury mit 3:2 Stimmen, den Wiederholungslauf nicht zu werten und Schranz ebenfalls zu disqualifizieren. Jean-Claude Killy kam dadurch nachträglich zu seiner dritten Goldmedaille. Silber und Bronze gingen an die Österreicher Herbert Huber und Alfred Matt, was aber in den österreichischen Medien wegen der mysteriös erscheinenden Umstände von Schranz’ Disqualifikation beinahe völlig unterging. Der Österreichische Skiverband hatte gegen die Wertung aber noch einen Protest eingelegt, dieser wurde aber Mitte Juni bei einer Tagung des FIS-Vorstandes in Innsbruck abgewiesen.
Die Rennen der Frauen verliefen ohne Zwischenfälle und waren mit drei verschiedenen Siegerinnen wesentlich ausgeglichener. Nach der Abfahrt standen zwei Österreicherinnen auf dem Podest: Olga Pall und Christl Haas gewannen Gold bzw. Bronze, die Silbermedaille ging an die Französin Isabelle Mir. Der Slalom war geprägt von zahlreichen Ausfällen, rund ein Drittel aller Rennläuferinnen schied aus. Davon betroffen war auch die erst 17-jährige Amerikanerin Judy Nagel, die nach dem ersten Lauf geführt hatte. Das Rennen gewann die Französin Marielle Goitschel vor der Kanadierin Nancy Greene und der ebenfalls aus Frankreich stammenden Annie Famose. Vier Jahre zuvor war Christine Goitschel Olympiasiegerin geworden, Marielles ältere Schwester. Zuletzt stand der Riesenslalom auf dem Programm, der im Gegensatz zu jenem der Männer in einem Lauf ausgetragen wurde. Es siegte Nancy Greene vor Annie Famose und der Schweizerin Fernande Bochatay. Greenes Vorsprung von 2,64 Sekunden auf Famose ist der größte, der jemals bei einem Olympia- oder Weltmeisterschaftsrennen gemessen wurde. Mit dem Sieg im Riesenslalom, dem zweiten Platz im Slalom und dem zehnten Platz in der Abfahrt sicherte sich Greene überlegen den Kombinations-Weltmeistertitel.

### Skilanglauf
Die Wettbewerbe im Skilanglauf in Autrans galten zusätzlich als 27. Nordische Skiweltmeisterschaften. Ähnlich wie bei den Alpinen wurden auch beim Skilanglauf und beim Skispringen zusätzlich WM-Medaillen vergeben. Einzige Ausnahme war die Nordische Kombination, die nicht als Weltmeisterschaft zählte. Diese Regelung war bereits 1924 bei den ersten Winterspielen in Chamonix eingeführt worden und hatte bis 1980 Bestand.
Sämtliche Langlaufrennen wurden von Skandinaviern gewonnen, mit einer Ausnahme. Beim 30-km-Lauf der Männer, der ersten Entscheidung dieser Winterspiele, war überraschend der Italiener Franco Nones der Schnellste. Er distanzierte den favorisierten Norweger Odd Martinsen um fast 50 Sekunden und war somit der erste aus einem Alpenland stammende Langlauf-Olympiasieger. Wesentlich knapper fiel die Entscheidung im 15-km-Lauf aus: Harald Grønningen aus Norwegen ließ den finnischen Titelverteidiger Eero Mäntyranta um lediglich 1,9 Sekunden hinter sich. Im 50-km-Lauf wurde der Norweger Ole Ellefsæter seiner Favoritenrolle gerecht und gewann vor dem Russen Wjatscheslaw Wedenin. Völlig unerwartet war hingegen der Gewinn der Bronzemedaille durch den Schweizer Josef Haas, der auf den letzten zehn Kilometern die beste Zeit gelaufen war. Das 4-mal-10-km-Staffelrennen gewannen erstmals überhaupt die Norweger, wobei alle vier Läufer auf ihrem Abschnitt die Bestzeit erzielten. Die Schweden gewannen Silber, während die Finnen sich im Schlussspurt gegen die Russen durchsetzten und die Bronzemedaille mit einer halben Sekunde Vorsprung sicherten.

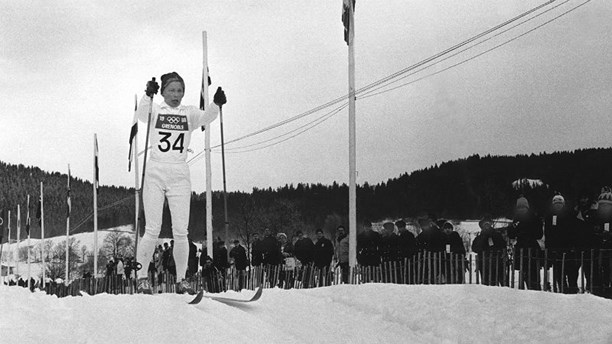
Toini Gustafsson im 5-km-Rennen

Die Langläuferinnen aus der Sowjetunion, die bei den Winterspielen 1964 und bei den Weltmeisterschaften 1966 sämtliche Rennen gewonnen hatten, galten als klare Favoritinnen, blieben aber weit unter den Erwartungen. Darüber hinaus fehlte die zweifache Olympiasiegerin und dreifache Weltmeisterin Klawdija Bojarskich: Unmittelbar nach dem Beschluss des IOC, Geschlechtskontrollen einzuführen, hatte sie ihren Rücktritt erklärt. Erfolgreichste Langläuferin war die Schwedin Toini Gustafsson. Sie gewann den 5-km-Lauf vor zwei Russinnen und den 10-km-Lauf vor zwei Läuferinnen aus Norwegen. Darüber hinaus wurde sie in der 3-mal-5-km-Staffel Zweite, hinter den Norwegerinnen und vor den Russinnen.

### Skispringen
Die Wettbewerbe im Skispringen in Autrans und Saint-Nizier-du-Moucherotte galten zusätzlich als 27. Nordische Skiweltmeisterschaften. Ähnlich wie bei den Alpinen wurden auch beim Skilanglauf und beim Skispringen zusätzlich WM-Medaillen vergeben. Diese Regelung war bereits 1924 bei den ersten Winterspielen in Chamonix eingeführt worden und hatte bis 1980 Bestand.
Der Tscheche Jiří Raška errang als einziger Skispringer zwei Medaillen. Beim Springen von der 70-Meter-Normalschanze siegte er vor den beiden Österreichern Reinhold Bachler und Baldur Preiml. Beim Springen von der 90-Meter-Großschanze musste sich Raška dem damals wenig bekannten Russen Wladimir Beloussow geschlagen geben. Bronze gewann der Norweger Lars Grini. Ohne Medaille blieb sein Landsmann Bjørn Wirkola, der Sieger der Vierschanzentournee.

## Herausragende Sportler und Leistungen
| Die erfolgreichsten Teilnehmer | Die erfolgreichsten Teilnehmer | Die erfolgreichsten Teilnehmer | Die erfolgreichsten Teilnehmer | Die erfolgreichsten Teilnehmer | Die erfolgreichsten Teilnehmer | Die erfolgreichsten Teilnehmer | Die erfolgreichsten Teilnehmer |
| Rang                           | Sportler                       | Land                           | Sportart                       | Gold                           | Silber                         | Bronze                         | Gesamt                         |
| ------------------------------ | ------------------------------ | ------------------------------ | ------------------------------ | ------------------------------ | ------------------------------ | ------------------------------ | ------------------------------ |
| 1                              | Jean-Claude Killy              | Frankreich                     | Ski Alpin                      | 3                              | –                              | –                              | 3                              |
| 2                              | Toini Gustafsson               | Schweden                       | Skilanglauf                    | 2                              | 1                              | –                              | 3                              |
| 3                              | Harald Grønningen              | Norwegen                       | Skilanglauf                    | 2                              | –                              | –                              | 2                              |
| 3                              | Ole Ellefsæter                 | Norwegen                       | Skilanglauf                    | 2                              | –                              | –                              | 2                              |
| 3                              | Eugenio Monti                  | Italien                        | Bobfahren                      | 2                              | –                              | –                              | 2                              |
| 3                              | Luciano De Paolis              | Italien                        | Bobfahren                      | 2                              | –                              | –                              | 2                              |

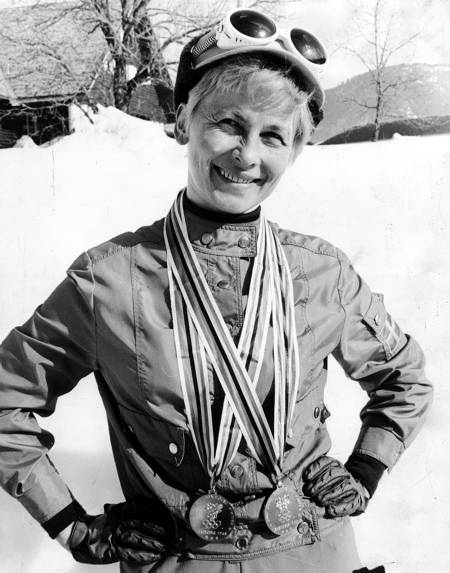
Toini Gustafsson

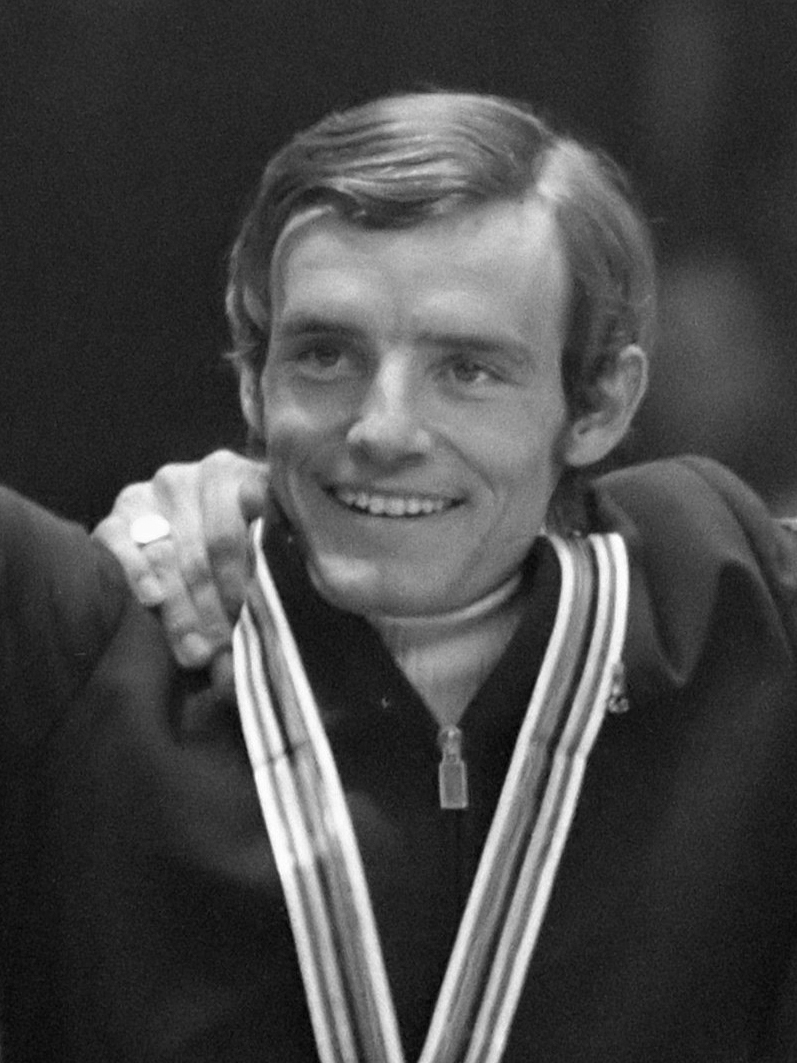
Jean-Claude Killy

Mit 11 Jahren und 158 Tagen war die rumänische Eiskunstläuferin Beatrice Huștiu die jüngste Teilnehmerin dieser Winterspiele. Sie belegte im Einzelwettbewerb den 29. Platz und war damit Drittletzte. Jüngster Teilnehmer war mit 12 Jahren und 110 Tagen der Eiskunstläufer Jan Hoffmann aus der DDR. In Grenoble erreichte er Platz 26 und war ebenfalls Drittletzter. 1974 und 1980 wurde er Weltmeister und 1980 gewann er in Lake Placid eine olympische Silbermedaille.
Die US-amerikanische Eisschnellläuferin Dianne Holum war die jüngste Medaillengewinnerin, sie gewann im Alter 16 Jahren und 266 Tagen die Silbermedaille im 500-Meter-Lauf, zwei Tage später kam Bronze im 1000-Meter-Lauf hinzu. Die jüngste Olympiasiegerin stammte ebenfalls aus den USA: Die Eiskunstläuferin Peggy Fleming gewann die Goldmedaille im Alter von 19 Jahren und 198 Tagen. Ältester Medaillengewinner und gleichzeitig ältester Olympiasieger war der italienische Bobfahrer Eugenio Monti: Mit 40 Jahren und 25 Tagen gewann er die Goldmedaille im Viererbob, fünf Tage zuvor hatte er die Goldmedaille im Zweierbob gewonnen.

## Doping und Geschlechtskontrollen
Die Dopingproblematik war im Verlaufe der 1960er Jahre immer stärker ins Bewusstsein der Öffentlichkeit gerückt. Der erste durch Doping verursachte Todesfall bei Olympischen Spielen ereignete sich 1960 in Rom, als der mit Amphetaminen gedopte dänische Radsportler Knud Enemark Jensen von seinem Fahrrad fiel und starb. Es dauerte weitere vier Jahre, bis das IOC den Ernst der Lage erkannte und eine medizinische Kommission ins Leben rief. 1967 folgte das IOC dem Beispiel mehrerer Sportverbände und erließ ein Dopingverbot. Am 29. Januar 1968 wurden die Richtlinien für diese Doping- und Geschlechtskontrollen, die für Grenoble gelten sollten, veröffentlicht. Das IOC ließ 86 Sportler kontrollieren, sämtliche Tests verliefen negativ.
Ebenfalls 1967 hatte das IOC die Durchführung von Geschlechtskontrollen beschlossen, um die Teilnahme von Hermaphroditen an Wettkämpfen für Frauen zu verhindern. Mehrere Sportlerinnen aus Osteuropa erklärten kurz nach dem IOC-Beschluss ihren sofortigen Rücktritt, was Anlass zu zahlreichen Spekulationen gab. Bei Erik(a) Schinegger, der Abfahrtsweltmeisterin 1966 aus Österreich, wurde wenige Tage vor Beginn der Winterspiele 1968 festgestellt, dass sie eigentlich männlich ist. Schinegger, dessen Geschlecht aufgrund nach innen gewachsener Geschlechtsteile jahrelang nicht richtig identifiziert worden war, entschied sich zu einer Operation und der Änderung des Vornamens von Erika in Erik.

## Berichterstattung
Die Medienvertreter wohnten zentral in einer Neubausiedlung im Stadtteil Malherbe, die zwischen April 1966 und Oktober 1967 wenige hundert Meter vom olympischen Dorf entfernt errichtet worden war. Die Siedlung bestand aus sieben acht- bis zehnstöckigen Hochhäusern mit insgesamt 637 Wohnungen, einem unterirdischen Parkhaus und einer Schule. Im Schulgebäude untergebracht waren ein IBM-Rechenzentrum, ein Kopierzentrum, die Studios der französischen Radio- und Fernsehanstalt ORTF und der ausländischen Sendeanstalten, Fotolabors und übrige technische Einrichtungen. Die Arbeitsräume der Zeitungs- und Fotojournalisten, der Techniker und der allgemeinen Verwaltung befanden sich jeweils im untersten Stockwerk der Hochhäuser, die übrigen Stockwerke dienten als Unterkünfte. Im späteren Parkhaus befand sich das Presserestaurant. Kleinere Pressezentren gab es im Stade de glace in Grenoble sowie an den fünf Außenstandorten Autrans, Chamrousse, Alpe d’Huez, Saint-Nizier-du-Moucherotte und Villard-de-Lans.
Das Organisationskomitee COJO vergab insgesamt 2702 Akkreditierungen, davon 1095 für Presse-, Radio- und Fernsehjournalisten, 301 für Fotografen 207 für Kommentatoren und 692 für Techniker. Am 19. September 1966 schloss das COJO mit dem ORTF einen Exklusivvertrag über die Bereitstellung der Fernsehübertragungen im Einzugsgebiet der EBU und in Kanada. Am 14. Februar 1967 erhielt die American Broadcasting Company die exklusiven Übertragungsrechte für die USA und Lateinamerika, am 15. Oktober 1967 erhielt NHK jene für Japan. Zum ersten Mal überhaupt in der Geschichte der Olympischen Spiele gab es Fernsehübertragungen in Farbe. Das ORTF installierte 25 Farb- und 37 Schwarzweißkameras (ABC verfügte über ein unabhängiges Übertragungssystem). Die gesamte Sendedauer betrug 150:15 Stunden, davon 91:25 Stunden in Farbe. Die Zahl der Fernsehzuschauer wird auf 600 Millionen geschätzt.

## Zahl der Übernachtungen
Es wurden im Olympiagebiet 300.000 Übernachtungen durch 36.000 Personen registriert, wobei sich ausländische Besucher zehn Tage im Gebiet von Grenoble aufgehalten haben. An der Spitze der Touristen standen Franzosen mit 40 % vor Skandinaviern (18 %), US-Amerikanern (12 %), Kanadiern, Bundesdeutschen und Holländern (je 5 %), während fast keine Österreicher und Schweizer registriert worden waren. Jedoch hielten sich viele statistisch nicht erfasste Personen bei Freunden und Bekannten auf.